# Seznam polárních stanic
Tato stránka obsahuje neúplný seznam antarktických polárních stanic.

## Seznam stanic
| Název stanice             | Stát               | Založena | Umístění                     | Počet obyvatel (léto) | Počet obyvatel (zima) |
| ------------------------- | ------------------ | -------- | ---------------------------- | --------------------- | --------------------- |
| Amundsen–Scott            | USA                | 1956     | Adélina země                 | 150                   | 45                    |
| Concordia                 | Francie · Itálie   | 1992     | Australské antarktické území | 50                    | 13                    |
| Dumont d'Urville          | Francie            | 1965     | Adélina země                 | 120                   | 30                    |
| Eco-Nelson                | Česko              | 1989     | Britské antarktické území    | —                     | —                     |
| Esperanza                 | Argentina          | 1952     | Argentinská Antarktida       | 55                    | 55                    |
| Halley                    | Spojené království | 1956     | Britské antarktické území    | 70                    | 14                    |
| Juan Carlos I.            | Španělsko          | 1988     | Britské antarktické území    | 50                    | —                     |
| Maitri                    | Indie              | 1989     | Země královny Maud           | 25                    | 25                    |
| Marambio                  | Argentina          | 1969     | Argentinská Antarktida       | 200                   | 55                    |
| McMurdo                   | USA                | 1956     | Rossova dependence           | 1258                  | 250                   |
| Mendelova polární stanice | Česko              | 2007     | Ostrov Jamese Rosse          | 13                    | —                     |
| Mirnyj                    | Rusko              | 1956     | Australské antarktické území | 160                   | 60                    |
| Novolazarevská stanice    | Rusko              | 1961     | Země královny Maud           | 70                    | 30                    |
| Progress                  | Rusko              | 1988     | Australské antarktické území | 77                    | 20                    |
| Rothera                   | Spojené království | 1975     | Britské antarktické území    | 130                   | 22                    |
| Showa                     | Japonsko           | 1957     | Země královny Maud           | 110                   | 40                    |
| Troll                     | Norsko             | 1990     | Země královny Maud           | 40                    | 8                     |
| Vostok                    | Rusko              | 1957     | Australské antarktické území | 25                    | 25                    |